# Otto Müller (Komponist)
Otto Müller (* 10. Januar 1837 in Augsburg; † 8. März 1920 in Wien) war ein österreichischer Musiker, Komponist, Dirigent, Organist sowie Musikpädagoge bayerischer Herkunft.

## Leben
Otto Müller, Sohn des Komponisten sowie Regenschori von St. Ulrich in Augsburg Donat Müller (1804–1879), erhielt seinen ersten Musikunterricht bei seinem Vater. Er studierte in der Folge Germanistik und Musik an der Universität München sowie Harmonielehre, Kontrapunkt und Orgel am Konservatorium.
Nach einer ersten zweijährigen beruflichen Tätigkeit als Konzertdirektor in Winterthur, war er an mehreren Theatern in der Schweiz, zuletzt in Lyon eingesetzt. 1869 übersiedelte er nach Wien, dort war er zunächst als Organist an der Kirche am Hof angestellt, zusätzlich gab er privaten Musikunterricht. Später wurde er zum Chorregenten an der Hernalser Redemptoristenkirche bestellt, eine Funktion, die er zehn Jahre innehielt. Darüber hinaus hatte er bis 1915 die Professuren für Harmonielehre und Kontrapunkt an der Schule des Wiener Allgemeinen Kirchenmusikvereins inne.
Das kompositorische Werk des mit August Wilhelm Ambros Befreundeten, von Eduard Hanslick, Johann von Herbeck sowie Joseph Böhm überaus Geschätzten, umfasst unter anderem ein stabat mater mit Orchester, ein achtstimmiges Te deum a cappella, vier- und mehrstimmige Messen, eine Militärmesse, Orgelwerke sowie Kammermusik.
Sein ehrenhalber gewidmetes Grab befindet sich auf dem Grinzinger Friedhof (Gruppe 18, Nummer 138) in Wien.